# Arbácegui
Arbácegui (en euskera Arbatzegi) es una entidad de población española del municipio de Arbácegui y Guerricaiz, perteneciente a la provincia de Vizcaya, en la comunidad autónoma del País Vasco.

## Historia
Hacia mediados del siglo XIX, el lugar, por entonces referido como una anteiglesia con ayuntamiento propio, tenía contabilizada una población de 700 habitantes. Aparece descrito en el segundo volumen del Diccionario geográfico-estadístico-histórico de España y sus posesiones de Ultramar de Pascual Madoz con las siguientes palabras:

ARBACEGUI (llámase tambien MUNITIVAR ó MUNDITIBAR): anteigl. con ayunt. en la prov. de Vizcaya (6 leg. á Bilbao), dióc. de Calahorra (30), aud. terr. de Búrgos (30), c. g. de las prov. Vascongadas (10), part. jud. de Marquina (2): sit. en un llano rodeado por los montes de Oiz, Achagana, Motrollu, Gaztiburu y Gautiribil: su clima es frio y sano: tiene 100 casas dispersas formando barriadas, como lo son Aldaca, Arbacegui, Berroño, Goxeuolea, Munitivar, Totorica, Zuzaeta y otras: hay casa de ayunt. y escuela dotada con 2,000 rs., á la cual asisten unos 60 niños. La igl. parr. (San Vicente), estaba sit. en la loma de Arbacegui, donde existe hoy la ermita de San Miguel, pero fue trasladada, por hallarse ruinosa, á la barriada de Munditivar, despues de vencida la oposicion que presentaron las demas barriadas: es de una nave de 100 pies de long. con 39 de lat.; tiene, ademas de cementerio, 52 sepulturas y una tumba de la casa solar de Munditivar; esta servida por 3 beneficiados, dos de ellos con la cura de almas, los cuales así como el sacristan que lo es en ecl., tiene título de perpetuo y son presentados por el patrono D. Eulogio Ramon de Lunirraga, y finalmente hay 8 ermitas repartidas en las barriadas de que se ha hecho mérito. El térm. confina por N. á 1 leg. con Murelaga, por E. á igual dist. con Cenarruza y su pueblo de Bolibar, por S. á 5, con Guerricaiz, y por O. á 1 leg. con Mendata: comprende las casas solariegas de Aldaolea de Suso y Aldaolea de Yuso, Garro, Goicolea, Gojeazcoa, Totorica, Jauregui, Zubialdea, Zubicoa y la de Bengoolea, fundada en 1080. El terreno es escabroso, costanero, medianamente fértil, pero en lo general duro para la labor; le baña el r. principal de Marrayu que nace en el puente de Marrayo y lleva su curso por la der. de Guirricaiz, corre por el centro de Arbacegui, sigue á la der. de Murelaga, pasa por Guizaburuaga y desagua en el r. Lequeitio despues de haberle cruzado los puentes de Goicolea, Garro, Olaeche, Zubialdea y Zubibarriaga en el térm. de Arbacegui y Guirricaiz; los de Cetoquiz y Anzidor, en Murelaga, y el de Ingunza en el de la v. de Lequeitio. Los caminos de carril, de Guernica á Marquina son medianos, y se está construyendo uno desde Munieta á Lequeitio; de este punto se recibe el correo por medio de un peaton que pasa á recogerlo de la adm. de Durango. prod. trigo, maiz, manzanas, castañas y algunas legumbres: cria ganado vacuno, lanar y caballar: hay caza de liebres, perdices y tordas: pesca de truchas, anguilas, nutrias, y bermejuelas; 7 molinos harineros; y se recria y engorda el ganado vacuno: pobl. 113 vec.: 700 alm.; segun los datos oficiales solo corresponden 488 hab. Su riqueza y contr. (V. Vizcaya intendencia).
(Madoz, 1845, p. 457)

En la actualidad, pertenece al municipio de Arbácegui y Guerricaiz.

## Geografía humana

### Demografía
| Gráfica de evolución demográfica de Arbácegui entre 1842 y 1877 |
| |
| Población de derecho según los censos de población del INE Población de hecho según los censos de población del INEEntre el censo de 1887 y el anterior, este municipio desaparece porque se agrupa en el municipio 48007 (Arbácegui y Guerricaiz) |

## Patrimonio
Hay en el lugar una iglesia de San Vicente Mártir.